# Malte Mohr
Malte Mohr (né le 24 juillet 1986 à Bochum) est un athlète allemand spécialiste du saut à la perche.

## Biographie
Sélectionné dans l'équipe d'Allemagne lors des premiers Championnats d'Europe par équipe, en juin 2009, Mohr prend la deuxième place du concours avec 5,75 m, devancé par le Français Renaud Lavillenie. Il se classe quatorzième des Championnats du monde de Berlin.
Le 13 mars 2010 à Doha, Malte Mohr monte sur la deuxième marche du podium des Championnats du monde en salle avec un saut à 5,70 m, terminant derrière l'Australien Steven Hooker et devant son compatriote Alexander Straub. Éliminé au stade des qualifications lors des Championnats d'Europe de Barcelone, l'Allemand termine deuxième du classement général de la Ligue de diamant 2010 derrière le Français Renaud Lavillenie, s'imposant notamment lors de la première étape à Shanghai (5,70 m) et lors de la finale à Bruxelles (5,85 m, record personnel). Le 1er septembre 2010, Malte Mohr franchit la barre de 5,90 m lors d'une compétition exhibition se déroulant dans les rues d'Aix-la-Chapelle. Cette performance constitue la meilleure marque de sa carrière.
Lors du meeting de Liévin, le 8 février 2011, il franchit 5,75 m et finit 2e derrière Renaud Lavillenie, 5,90 m, et devant Romain Mesnil, 5,70 m. Il poursuit sa saison indoor en améliorant à deux reprises son record personnel, signant successivement 5,85 m à Düsseldorf, puis 5,86 m à Potsdam.
Il échoue à la 5e place des championnats du monde 2011 à Daegu avec 5,85 m dans un concours qui s'est emballé avec les surprises de taille du Cubain Lázaro Borges, les multiples performances polonaises, les deux ruptures de perches de sauteurs et le concours contrasté du favori Renaud Lavillenie.
Il franchit 5,72 m en janvier 2012 à Cottbus, remportant aux essais le concours face à Raphael Holzdeppe. Auteur d'un nouveau record personnel en salle à Karlsruhe avec 5,87 m, il termine au pied du podium des Championnats du monde en salle d'Istanbul, derrière Renaud Lavillenie, Björn Otto et Brad Walker, avec un saut à 5,75 m. Fin juin à Ingolstadt, quelques jours avant les Championnats d'Europe d'Helsinki, Malte Mohr efface une barre à 5,91 m, améliorant d'un centimètre la meilleure performance mondiale de l'année de Renaud Lavillenie, et signant un nouveau record personnel en plein air. Malgré un saut de 5,77 m, le 1er juillet 2012, il termine au pied du podium lors des Championnats d'Europe à Helsinki.

## Palmarès
| Date | Compétition                       | Lieu             | Résultat | Marque  |
| ---- | --------------------------------- | ---------------- | -------- | ------- |
| 2009 | Championnats d'Europe par équipes | Leiria           | 2e       | 5,75 m  |
| 2010 | Championnats du monde en salle    | Doha             | 2e       | 5,70 m  |
| 2010 | Ligue de diamant                  | Ligue de diamant | 2e       | détails |
| 2011 | Championnats d'Europe en salle    | Paris            | 3e       | 5,71 m  |
| 2011 | Championnats d'Europe par équipes | Stockholm        | 2e       | 5,72 m  |
| 2011 | Championnats du monde             | Daegu            | 5e       | 5,85 m  |
| 2011 | DécaNation                        | Nice             | 3e       | 5,60 m  |
| 2011 | Ligue de diamant                  | Ligue de diamant | 2e       | détails |
| 2012 | Championnats du monde en salle    | Istanbul         | 4e       | 5,75 m  |
| 2012 | Championnats d'Europe             | Helsinki         | 4e       | 5,77 m  |
| 2012 | Jeux olympiques                   | Londres          | 8e       | 5,50 m  |
| 2012 | Ligue de diamant                  | Ligue de diamant | 3e       | détails |
| 2013 | Championnats d'Europe en salle    | Göteborg         | 3e       | 5,76 m  |
| 2013 | Championnats du monde             | Moscou           | 5e       | 5,82 m  |
| 2014 | Championnats du monde en salle    | Sopot            | 2e       | 5,80 m  |

## Records
| Épreuve   | Performance | Lieu       | Date          |
| --------- | ----------- | ---------- | ------------- |
| Plein air | 5,91 m      | Ingolstadt | 23 juin 2012  |
| Salle     | 5,90 m      | Berlin     | 1er mars 2014 |